# 吉井凛
吉井 凜（よしい りん、7月12日 - ）は、日本の漫画家。埼玉県在住。デビュー作は『KISSの時効』。
2007年、『Cookie』に連載されていた「SWITCH」の扉絵及び予告ページのイラストが、ファッション誌のグラビア写真からトレースしたものであることが判明。既発の単行本『比べようもない程に』『silent summer snow』にも同様の著作権侵害が認められたため編集部より、「SWITCH」は2007年4月号から休載、単行本『比べようもない程に』『silent summer snow』は販売中止の措置がとられた。
その後、『窓際に君のサボテン』で活動を再開。
『Real joke』は、前後編で掲載される予定だったが後編は作者の体調不良により休載した。

## 作品リスト
全て集英社、りぼんマスコットコミックス Cookieから刊行されている。
- 比べようもない程に（2006年1月18日発行、ISBN 4-08-856667-X）
  - 比べようもない程に（『Cookie BOX』2005年初夏号）
  - 君の他に誰も（『Cookie BOX』2005年新春号）
  - come here,baby（『Cookie』2005年4月号）
  - Blue Bird（『Cookie』2004年12月号）
- silent summer snow（2007年1月20日発行、ISBN 978-4-08-856725-9）
  - silent summer snow（『Cookie』2006年7月号 - 9月号）
  - 4days（『Cookie』2006年2月号 - 3月号）

### 単行本未収録作品
- KISSの時効（デビュー作）
- SWITCH（『Cookie』2007年1月号 - 3月号）
- 窓際に君のサボテン（『Cookie BOX』2007年秋号）
- Real joke（『Cookie』2007年12月号）